# Dasyhelea digna
Dasyhelea digna är en tvåvingeart som beskrevs av Art Borkent 1997. Dasyhelea digna ingår i släktet Dasyhelea och familjen svidknott. Inga underarter finns listade i Catalogue of Life.